# Norma McCorvey

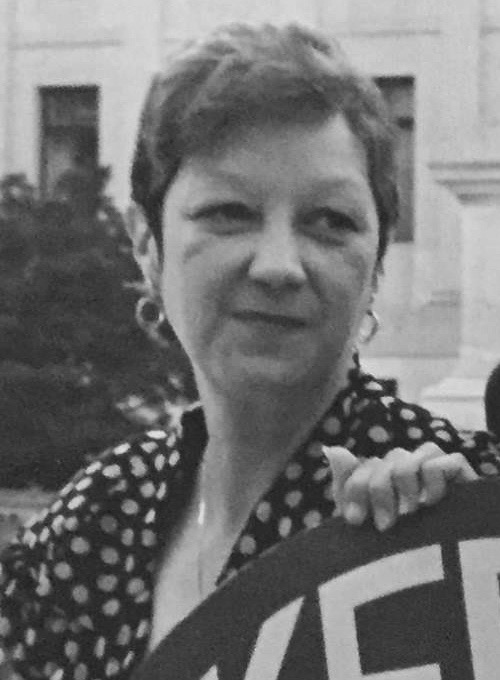
Norma McCorvey, 1989.

Norma Leah McCorvey, född Nelson den 22 september 1947 i Simmesport i Louisiana, död 18 februari 2017 i Katy i Texas, var en amerikansk kvinna som under pseudonymen Jane Roe var målsägande i ett av de mest berömda domsluten i USA:s rättshistoria, känt under namnet Roe mot Wade. Genom rättsfallet bidrog hon till att legalisera abort i USA. 
Senare i sitt liv blev McCorvey frälst och engagerade sig i organisationer som motsatte sig abort. I dokumentären AKA Jane Roe som spelades in strax innan hennes död så hävdade emellertid McCorvey att hon fick betalt för att bli abortmotståndare. Detta har bekräftats av bland andra Rob Schenck, en metodistpastor och aktivist som arbetade med McCorvey mot rätten till abort. Andra har hävdat att det är en lögn, bland andra Martin Luther Kings brorsdotter Alveda King som var nära vän med Norma McCorvey.

## Biografi
McCorvey växte upp i en miljö med våld och alkoholmissbruk. I september 1969 upptäckte hon att hon var gravid och beslutade sig för att göra abort. Hon hade tidigare fött två barn som adopterats bort efter födseln. Abortlagarna i delstaten Texas, där hon då bodde, medgav endast abort på grund av incest, våldtäkt eller om moderns liv var i fara. McCorvey hävdade att hon blivit gravid genom våldtäkt. Detta misslyckades dock eftersom det inte fanns något som styrkte den påstådda våldtäkten. Senare sa hon också att den påstådda våldtäkten var en lögn. Hon begav sig även till en illegal abortklinik som hon dock fann nedstängd av den lokala polisen.

### Roe mot Wade
McCorvey vände sig då till de två unga advokaterna Linda Coffee och Sarah Weddington som båda arbetade för rätten till abort. Advokaterna lämnade 1970 in en stämningsansökan till en tingsrätt i Dallas, i vilken man begärde att McCorvey (under pseudonymen Jane Roe) skulle tillåtas genomföra en abort. Svarande var åklagaren Henry Wade - därav målets namn ”Roe mot Wade”.
Fallet drog ut på tiden och under tiden födde McCorvey en flicka som kom att adopteras bort. Till slut beslutade Högsta domstolen, den 22 januari 1973, att Texas abortförbud stred mot den amerikanska konstitutionen, vilket kom att bli prejudicerande. Sedan dess har både abort- och ja till livet-aktivister demonstrerat utanför domstolsbyggnaden i Washington, D.C. på varje årsdag för domstolsbeslutet.

### Efterspel
Under 1980-talet offentliggjorde McCorvey att det var hon som dolt sig bakom signaturen ”Jane Roe" och att det således var hon som varit målsägande i målet. 1994 publicerade hon sin självbiografi "I Am Roe", i vilken hon bland annat avslöjade att hon sedan många år levde i ett lesbiskt förhållande med sin partner, Connie Gonzales. 
När McCorvey vid ett tillfälle offentligt signerade boken konfronterades hon med pastorn Philip "Flip" Benham som 1994 valdes till nationell ledare för antiabortorganisationen Operation Rescue. Organisationen flyttade samma år sitt huvudkontor till det närområde i Dallas där abortkliniken "A Choice for Women" låg, på vilken McCorvey då arbetade. McCorvey och Benham kom ofta att stråla samman under raster och rökpauser och en vänskap utvecklades. Benham fick till slut leda McCorvey fram till en kristen tro och den 8 augusti 1995 döpte han henne i en swimming-pool.
Två dagar efter dopet offentliggjorde Norma McCorvey att hon blivit frälst och anslutit sig till Operation Rescue. Hon var efter det en engagerad abortmotståndare och som ursprunglig målsägande försökte hon förgäves få Roe mot Wade-domen omprövad och upphävd.
McCorvey hade också meddelat att hon blivit "befriad från sin homosexualitet". Den 17 augusti 1998 upptogs McCorvey som medlem av den romersk-katolska kyrkan i en ceremoni ledd av prästerna Edward Robinson och Frank Pavone. Tio år senare, 2008, gav McCorvey sitt offentliga stöd åt den republikanske presidentkandidaten Ron Paul som hon hävdade "förstått värdet av mänskliga rättigheter för alla, inklusive de ofödda".